# تورورو راک
تورورو راک (به لاتین: Tororo Rock) یک کوه در اوگاندا است که در تورورو، اوگاندا واقع شده‌است. تورورو راک ۱٬۴۸۲٫۸۷ متر بالاتر از سطح دریا واقع شده‌است.